# Исторический музей Каракола
Исторический музей Каракола — музей исторического профиля, расположенный в городе Каракол, Кыргызстан.

## История музея
Основан в 1941 году как областной краеведческий музей имени Н. М. Пржевальского, с 1948 года приказом Совета Министров СССР получил название Иссык-Кульский государственный музей им. Н. М. Пржевальского, с 1962 года назывался Краеведческий музей Н. М. Пржевальского.
Был открыт в каменном здании 1880 года постройки — памятнике истории — летнем доме купеческой семьи скотопромышленника купца М. Н. Ильина, где в 1918—1920 годах работал уездный Совет депутатов и уездный революционный комитет, о чём свидетельствует памятная доска, установленная на фасаде музея.Также на фасаде размещена доска, посвященная памяти путешественника Н. М. Пржевальского, имя которого было присвоено музею.
На начало 1980-х годов собрание музея насчитывало более пяти тысяч предметов, среди которых были археологические, этнографические, нумизматические материалы, произведения изобразительного и декоративно-прикладного искусства, вещественные, фото- и документальные материалы по истории края. Экспозиция состояла из восьми залов.
Квартал, в котором находится музей, по проекту USAID был восстановлен в первоначальном облике XIX века..

## О музее

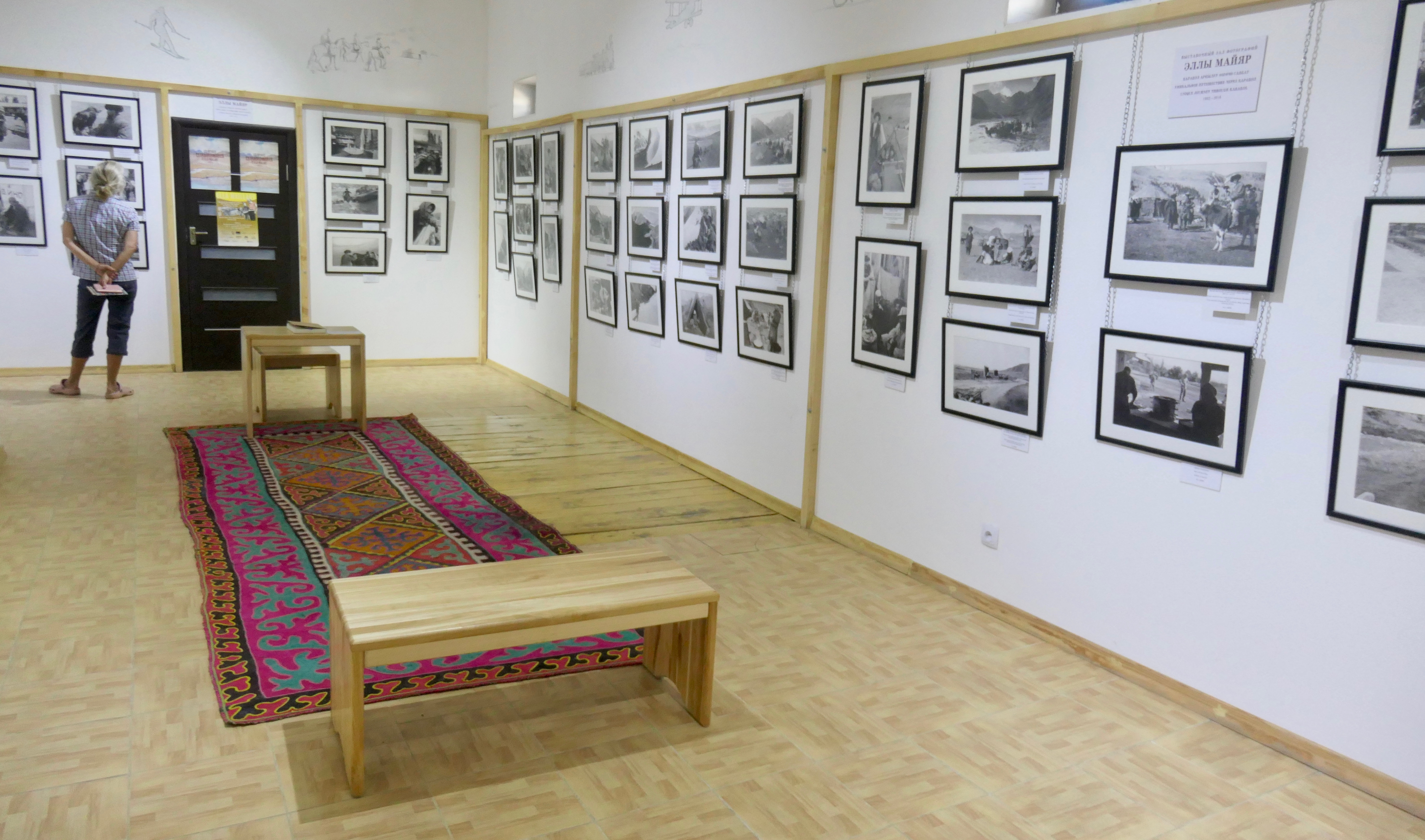
Фотографии, которые сделала Элла Майяр, в залах музея

В собрании музея находятся древние петроглифы, доспехи эпохи тюркского каганата, богатая коллекция национальных костюмов, серебряные и медные женские украшения, конские стремена и уздечки с инкрустациями из драгоценных металлов. Очень красивы гобелены и украшения для юрт, исполненные из войлока.
Отдельная часть музея посвящена отношениям Кыргызстана и России. Вещи и документы представляют переход киргизов в подданство Российской Империи, февральскую и октябрьскую революции, развитие города в XX веке в составе СССР.
Широко показана экспедиция, в которой швейцарская путешественница и фотограф Элла Майяр путешествовала по советской Центральной Азии в 1932 году вместе с группой московских альпинистов. Экспедиция продолжалась почти год, по итогам поездки Элла выпустила книгу «От небесных гор до красных песков» (фр. Des monts célestes aux sables rouges), рассказывая о жизни людей от Тянь-Шаня до Кызыл-Кума. Документы, личные вещи и 125 фотографий этой исследовательницы были переданы музею от фонда «Элла Майяр» и представлены в экспозиции.

## Внешние видеофайлы
- Я удивлён! Краеведческий музей Каракола // Про Каракол. 2022. 31 марта.